# Edward Daniel Clarke
Edward Daniel Clarke, född 5 juni 1769 i Willingdon, Sussex, död 9 mars 1822 i London, var en engelsk arkeolog och mineralog.
Clarke blev professor i mineralogi i Cambridge 1808. Han genomreste 1792-1818 största delen av Europa, varvid han även besökte Skandinavien, samt Mindre Asien, Syrien och Palestina. Under sin långvariga resa i Sverige 1799 – då han en tid hade Thomas Robert Malthus till reskamrat – besökte han i synnerhet bruksdistrikten i Dalarna.
Under sina resor gjorde han stora samlingar av flera slag som i regel hamnade på offentliga institutioner. De förnämsta av hans hemförda skatter är den kolossala grekiska statyn från Eleusis, som förr ansågs vara en Ceresbild och nu finns i Cambridge, samt Codex Platonis. Han utgav en mängd skrifter, bland annat Travels in Various Countries of Europe, Asia and Africa (sex band 1810-23), varav de två sista banden behandlar Skandinavien.